# Puchar Dalekowschodni w narciarstwie alpejskim kobiet 2024/2025
Puchar Dalekowschodni w narciarstwie alpejskim kobiet w sezonie 2024/2025 – cykl zawodów w narciarstwie alpejskim rozgrywanych pod patronatem Międzynarodowej Federacji Narciarskiej i Snowboardowej (FIS). Pierwsze zawody tej edycji odbyły się 10 grudnia 2024 r. w chińskim ośrodku narciarskim Wanlong, natomiast ostatnie zmagania sezonu zostały rozegrane 7 marca 2025 r. w japońskiej Hakubie.
Triumfu w klasyfikacji generalnej z poprzedniego sezonu broniła reprezentantka Korei Płd. Gim So-hui. Tym razem najlepsza okazała się Japonka Eren Watanabe.

## Podium zawodów
| Lp. | Data             | Miejscowość        | Konkurencja | 1. miejsce                   | 2. miejsce                   | 3. miejsce                   |
| --- | ---------------- | ------------------ | ----------- | ---------------------------- | ---------------------------- | ---------------------------- |
| 1.  | 10 grudnia 2024  | Wanlong Ski Resort | Gigant      | Maharu Yokouchi              | Lindy Etzensperger           | Kizuna Kirikubo              |
| 2.  | 11 grudnia 2024  | Wanlong Ski Resort | Gigant      | Miki Ishibashi               | Julia Clason                 | Lindy Etzensperger           |
| 3.  | 12 grudnia 2024  | Wanlong Ski Resort | Slalom      | Eren Watanabe                | Choi Tae-hee                 | Josephine Rønnestad Brodwall |
| 4.  | 13 grudnia 2024  | Wanlong Ski Resort | Slalom      | Arata Wakatsuki              | Josephine Rønnestad Brodwall | Eren Watanabe                |
| 5.  | 31 stycznia 2025 | Alpensia Resort    | Slalom      | Asa Ando                     | Josephine Rønnestad Brodwall | Julia Clason                 |
| 6.  | 1 lutego 2025    | Alpensia Resort    | Slalom      | Asa Ando                     | Josephine Rønnestad Brodwall | Julia Clason                 |
| 7.  | 3 lutego 2025    | Yongpyong Resort   | Gigant      | Maharu Yokouchi              | Shizuku Hirota               | Miki Ishibashi               |
| 8.  | 4 lutego 2025    | Yongpyong Resort   | Gigant      | Gim So-hui                   | Asami Katagiri               | Eren Watanabe                |
| 9.  | 6 lutego 2025    | Alpensia Resort    | Slalom      | Asa Ando                     | Chisaki Maeda                | Yukina Tomii                 |
| 10. | 7 lutego 2025    | Alpensia Resort    | Slalom      | Josephine Rønnestad Brodwall | Rira Maehana                 | Kizuna Kirikubo Yukina Tomii |
| 11  | 25 lutego 2025   | Sugadaira Kōgen    | Gigant      | Maharu Yokouchi              | Miki Ishibashi               | Nika Tomšič                  |
| 12. | 26 lutego 2025   | Sugadaira Kōgen    | Gigant      | Miki Ishibashi               | Maharu Yokouchi              | Shizuku Hirota               |
| 13. | 27 lutego 2025   | Sugadaira Kōgen    | Slalom      | Chisaki Maeda                | Nika Tomšič                  | Yukina Tomii                 |
| 14. | 28 lutego 2025   | Sugadaira Kōgen    | Slalom      | Chisaki Maeda                | Nika Tomšič                  | Gim So-hui                   |
|     | 6 marca 2025     | Hakuba             | Slalom      | Odwołano                     | Odwołano                     | Odwołano                     |
| 15. | 7 marca 2025     | Hakuba             | Slalom      | Chisaki Maeda                | Nika Tomšič                  | Eren Watanabe                |

## Klasyfikacje
| Lp. | Zawodniczka                  | Punkty |
| --- | ---------------------------- | ------ |
| 1.  | Eren Watanabe                | 677    |
| 2.  | Asami Katagiri               | 495    |
| 3.  | Choi Tae-hee                 | 448    |
| 4.  | Gim So-hui                   | 444    |
| 5.  | Josephine Rønnestad Brodwall | 435    |
| 6.  | Miki Ishibashi               | 422    |
| 7.  | Maharu Yokouchi              | 420    |
| 8.  | Mikoto Onishi                | 398    |
| 9.  | Shizuku Hirota               | 385    |
| 10. | Chisaki Maeda                | 380    |

| Lp. | Zawodniczka     | Punkty |
| --- | --------------- | ------ |
| 1.  | Miki Ishibashi  | 390    |
| 2.  | Maharu Yokouchi | 380    |
| 3.  | Shizuku Hirota  | 256    |
| 4.  | Gim So-hui      | 249    |
| 5.  | Eren Watanabe   | 236    |
| 6.  | Asami Katagiri  | 229    |
| 7.  | Yui Ishizuka    | 178    |
| 8.  | Julia Clason    | 157    |
| 9.  | Kizuna Kirikubo | 146    |
| 10. | Nagisa Watanabe | 142    |

| Lp. | Zawodniczka                  | Punkty |
| --- | ---------------------------- | ------ |
| 1.  | Eren Watanabe                | 441    |
| 2.  | Josephine Rønnestad Brodwall | 400    |
| 3.  | Chisaki Maeda                | 380    |
| 4.  | Choi Tae-hee                 | 332    |
| 5.  | Asa Ando                     | 300    |
| 6.  | Yukina Tomii                 | 286    |
| 7.  | Asami Katagiri               | 266    |
| 8.  | Mikoto Onishi                | 258    |
| 9.  | Rira Maehana                 | 251    |
| 10. | Nika Tomšič                  | 240    |